# Вихід Великої Британії з ЄС
Ви́хід Вели́кої Брита́нії з Європейського Союзу, або бре́кзит (англ.: [ˈbrɛksɪt, ˈbrɛɡzɪt], бреґзит — злиття слів «Британія» та «вихід»), — питання, яке неодноразово порушувалося консервативними та націоналістичними партіями, що закінчилось референдумом 23 червня 2016 року. З 31 січня 2020 року Британія перестала бути членом Європейського Союзу. 
Вихід Британії зі складу Європейського Союзу супроводжується величезною суспільною увагою, як британського суспільства, так і європейського загалом. Широку суспільну та медійну увагу отримали складні переговори британського уряду з керівництвом ЄС щодо умов виходу, а особливо щодо подальшого статусу британсько-ірландського кордону та перспектив подальшого існування Єдиного міграційного простору.
Британія довго відкладала вихід з ЄС через суперечки щодо умов подальшої співпраці та самого виходу з ЄС. В липні 2019 року прем'єр-міністр Британії Борис Джонсон запевнив, що виведе країну з ЄС до 31 жовтня за будь-яких обставин, але цього так і не сталося.
31 січня 2020 року о 23:00 за місцевим часом (GMT) Велика Британія покинула Європейський Союз.

## Передісторія
Після парламентських виборів у Британії в травні 2015 року переобраний прем'єр-міністр Сполученого Королівства Девід Камерон підтвердив прихильність до маніфесту Консервативної партії у проведенні референдуму щодо британського членства в Європейському Союзі до кінця 2017 року. Кемерон пообіцяв у січні 2013 року, що проведе такий референдум, якщо його партія отримає більшість на виборах. Ще 25 липня 2015 р. газета Independent із посиланням на джерела в британському уряді повідомила про те, що Девід Кемерон може призначити референдум щодо членства в Євросоюзі на червень 2016 року.
Борис Джонсон, обраний в липні 2019-го керівником Консервативної партії, заявив, що до 31 жовтня планує завершити процес виходу Британії з ЄС.
Термін Brexit використовують для позначення виходу Британії з ЄС (англ. Britain + exit) за аналогією до Grexit (англ.: [ˈgrɛksɪt], укр. «ґрекзит») — поєднання англ. Greece («Греція») та exit («вихід»).

## Зовнішній вплив
У липні 2018 британська газета The Observer, що належить The Guardian, випустила розслідування про зв'язки найбільшого спонсора кампанії Аарона Бенкса з російськими високопосадовцями, насамперед — послом Росії в Лондоні Олександром Яковенком.
Як стверджується, між дипломатом і бізнесменом відбулося 11 зустрічей, серед іншого йому пропонували придбати російські золоті копальні.

## Референдум
Референдум щодо членства Великої Британії в ЄС пройшов у Великій Британії та Гібралтарі 23 червня 2016 року.
Результати проведення референдуму:
- 51,9 % виборців виявили своє бажання покинути ЄС.
- 48,1 % виборців побажали лишитися в складі Європейського Союзу.
- Шотландці та мешканці Північної Ірландії загалом виявили своє бажання лишитися в складі ЄС, валлійці й англійці, без урахування Лондона, проголосували за вихід.

## Хроніка дій Британії щодо виходу з ЄС
Червень 2016 року. 52 % британців на референдумі проголосували за вихід з ЄС.
Січень 2017 року. прем'єр-міністерка Тереза Мей обіцяє вивести Британію з двох ключових інститутів ЄС — Європейського єдиного ринку (ЄЄР) і Митного союзу ЄС, що означає жорсткий варіант Brexit.
Березень 2017 року. Британія запускає механізм виходу з ЄС. Дата Brexit призначена на 31 березня 2019 року.
Червень 2017 року. У Британії пройшли позачергові парламентські вибори. На них 82 % виборців підтримали сили, які виступали за вихід з ЄС і ЄЄР, — Консервативну і Лейбористську партії. При цьому у своєму передвиборчому маніфесті лейбористи вказали, що вихід з ЄС без угоди став би найгіршим з усіх сценаріїв.
Листопад 2018 року, Тереза Мей досягла угоди з ЄС, яка дозволила б Британії залишити ЄЄР і Митний союз. Згідно з домовленостями, Лондон і Брюссель повинні були узгодити майбутнє економічних відносин та інші питання в перехідний період, який тривав би як мінімум до 2021 року.
Січень-березень 2019 року. Депутати палати громад три рази поспіль проголосували проти угоди Мей, не запропонувавши жодної альтернативи домовленостям прем'єра. Дата Brexit відкладена спочатку до 12 квітня, потім до 31 жовтня.
Літо 2019 року. Тереза Мей оголосила про свою відставку з поста лідера торі й прем'єра після провалу з реалізацією Brexit. На посту глави уряду її, після внутрішнього партійного голосування, змінив Борис Джонсон, який заявив про готовність вийти з ЄС без угоди.
5 вересня 2019 парламент Великої Британії зробив спробу заблокувати Brexit без угоди з ЄС. Наступного дня Палата лордів підтримала законопроєкт, що забороняє уряду провести Brexit без угоди з Євросоюзом 31 жовтня.
9 вересня 2019 робота британського парламенту була припинена до 14 жовтня, в цей же день Джонсон вдруге не зміг погодити з парламентом рішення про дострокові вибори.
24 вересня 2019 Верховний суд виніс рішення, що призупинення британського парламенту на п'ять тижнів, якого домігся прем'єр-міністр Борис Джонсон, було незаконним.
2 жовтня Джонсон зробив останню пропозицію виходу Британії з ЄС. Він запропонував не проводити жодних перевірок на кордоні Ірландії та Північної Ірландії або поблизу з ним. Раніше з британського боку йшла мова про те, що після виходу з ЄС на кордоні Ірландії працюватимуть повноцінні пункти пропуску з паспортним контролем та перевірками транспорту.
25 січня було підписано угоду про умови виходу Британії з ЄС. З 31 січня 2020 року Британія перестала бути членом Європейського Союзу.

## У масовій культурі
- Стрічка 2019-го року «Брекзит»